# Blincourt
Blincourt is een gemeente in het Franse departement Oise (regio Hauts-de-France) en telt 117 inwoners (2009). De plaats maakt deel uit van het arrondissement Clermont.

## Geografie
De oppervlakte van Blincourt bedraagt 2,8 km², de bevolkingsdichtheid is dus 41,8 inwoners per km².
De onderstaande kaart toont de ligging van Blincourt met de belangrijkste infrastructuur en aangrenzende gemeenten.

## Demografie
Onderstaande figuur toont het verloop van het inwonertal (bron: INSEE-tellingen).